# Kasteel Het Makken
Kasteel Het Makken, ook wel bekend als het kasteel van Makken, was een kasteel nabij Vierlingsbeek en Holthees in de Nederlandse provincie Noord-Brabant. Van het kasteel, dat vermoedelijk dateert uit de 15e eeuw, staat alleen de voorburcht nog overeind.
Het kasteel werd mogelijk als lusthof gebouwd door Arnold van Egmont, Hertog van Gelre. Omstreeks 1700 werd het bewoond door Johan Albert Bouwens van der Boye. Het kasteel werd gesloopt in 1806. Het eromheen liggende voormalig park van 180 ha, langs de Molenbeek, is deels als Makken in bezit van Staatsbosbeheer.
Aldendriel · Asten · Barendonk · De Blauwe Kamer · Blokhuis te Leensel · Blokhuis te Liessel · Blokhuis op Ter Vloet · Bokhoven · Bouvigne · Bronkhorst · Boxmeer · Breda · Kasteel Croy · Cranendonck · De Donk (Someren) · Dommelrode · Dussen · Eckart · Eikenlust · Emmaus · Eymerick · Frisselstein · Gageldonk · Geldrop · Gemert · Groot Kasteel · Klein Kasteel · Groenendaal · De Hattert · Heeswijk · Heeze · Helmond · Henkenshage · Hooghuis op de Schouw · De Laar · Loon op Zand · Markiezenhof · Het Makken · Maurick · Meeuwen · Mierlo · Muggenheuvel · Nemerlaer · Nieuw-Herlaar · Nieuwenroy · Oijen · Onsenoort · Het Oortje · Oud Beijsterveld · Oud-Herlaar · 't Oude Huys · Rijswijk · Seldensate · Slotjes van Oosterhout · Soeterbeek · Stakenborch · Stapelen · Strijdhoef · Strijen · Tilburg · Paleis-Raadhuis · Tongelaar · Walstein · Wamberg · Het Witte Kasteel · Wouw · Zuidewijn · Zwijnsbergen